# Волосова (река)
Волосова — река в России, протекает в Заполярном районе Ненецкого АО Архангельской области России.
Река Волосова берёт начало из небольшого озера, находящегося в заболоченной местности к северу от Шемоховских сопок на полуострове Канин. Течёт с востока на запад. Река Волосова впадает в Белое море в 9 милях к югу—юго-востоку от устья ручья Богатый. Устье реки находится на Канинском берегу, в 6,7 мили к северу от мыса Конушин и опознаётся по нескольким избам, находящимся на её левом берегу. Главный приток — река Волосовая.

### Топографические карты
- Лист карты Q-38-I,II устье р. Волосова. Масштаб: 1 : 200 000. Указать дату выпуска/состояния местности.
- Лист карты Q-38-III,IV Шойна. Масштаб: 1 : 200 000. Указать дату выпуска/состояния местности.